# Honey (film, 2003)
Pour les articles homonymes, voir Honey.
Série
Dance Battle: Honey 2
(2011)
Pour plus de détails, voir Fiche technique et Distribution.
Honey est un film américain réalisé par Bille Woodruff, sorti en 2003. Il a connu plusieurs suites : intitulée Dance Battle: Honey 2 en 2011, Honey 3: Dare to Dance en 2016 et Honey 4: Rise Up and Dance en 2018.

## Synopsis
Honey Daniels a longtemps attendu de révéler au monde ses talents de danseuse, et maintenant son désir le plus cher est sur le point de se réaliser... Tout en travaillant dans un club en tant que barmaid, dans un magasin de CD avec sa meilleure amie Gina, et en donnant des cours de hip-hop dans un petit studio de danse du Bronx dirigé par sa mère, Honey passe plusieurs auditions pour tourner dans des clips mais sans succès. Jusqu’à ce qu’un soir, après avoir dansé dans le club où elle travaille, elle se fasse repérer par un réalisateur de clip de musique très connu dans le milieu. En quelques semaines, Honey se retrouve chorégraphe pour plusieurs stars et son rêve de pouvoir percer dans le milieu de la danse, se réalise enfin. Mais très vite elle a un autre rêve en rapport aux jeunes de son quartier, ayant la même passion qu'elle pour le hip-hop...

## Fiche technique
- Réalisation : Bille Woodruff
- Scénario : Alonzo Brown, Kim Watson
- Musique : Mervyn Warren
- Photographie : John R. Leonetti
- Montage : Mark Helfrich, Emma E. Hickox
- Sociétés de production : NuAmerica Entertainment, Universal Pictures
- Société de distribution : Universal Pictures
- Pays d'origine:  États-Unis
- Langue originale : anglais
- Format : couleur
- Genre : Drame et film de danse
- Durée : 94 minutes
- Dates de sortie : 
  - États-Unis : 5 décembre 2003
  - France : 22 décembre 2003

## Distribution
Légende : VF = Version Française et VQ = Version Québécoise
- Jessica Alba[3] (VF : Sylvie Jacob ; VQ : Catherine Bonneau) : Honey Daniels
- Mekhi Phifer (VF : Gilles Morvan ; VQ : Thiéry Dubé) : Chaz
- Percy Romeo Miller Jr. (VQ : Alexis del Vecchio) : Benny
- David Moscow (VF : Thomas Roditi ; VQ : Martin Watier) : Michael Ellis
- Joy Bryant (VF : Claire Beaudoin ;VQ : Camille Cyr-Desmarais) : Gina
- Lonette McKee : Darlene Daniels
- Zachary Isaiah Williams (VQ : François-Nicolas Dolan) : Raymond
- Alison Sealy-Smith : Marisol
- Missy Elliott (VF : Diam's) : elle-même
- Anthony Sherwood (en) (VF : Gabriel Le Doze ; VQ : Pierre Chagnon) : Mr. Daniels
- Wes Williams (VQ : François Godin) : B.B.

Photos des acteurs
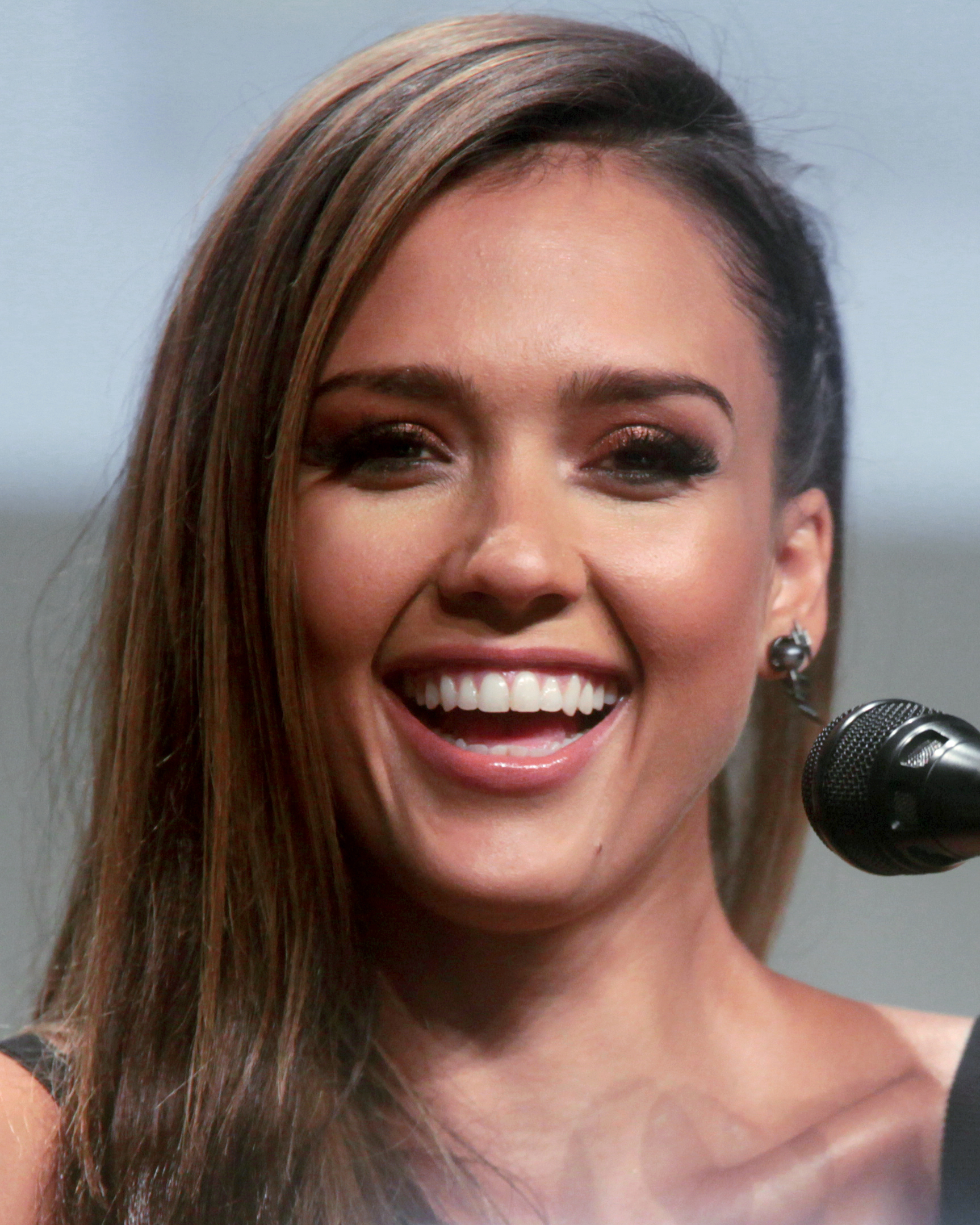
Jessica Alba
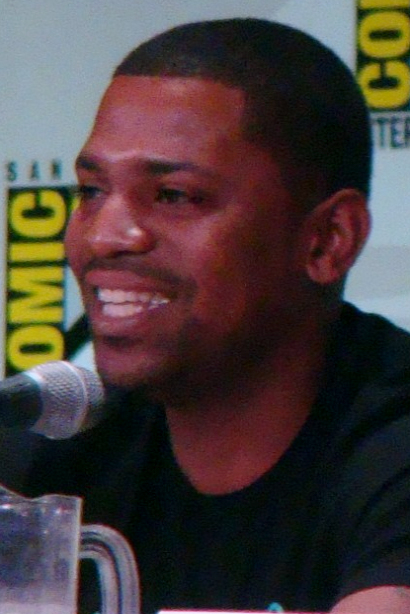
Mekhi Phifer
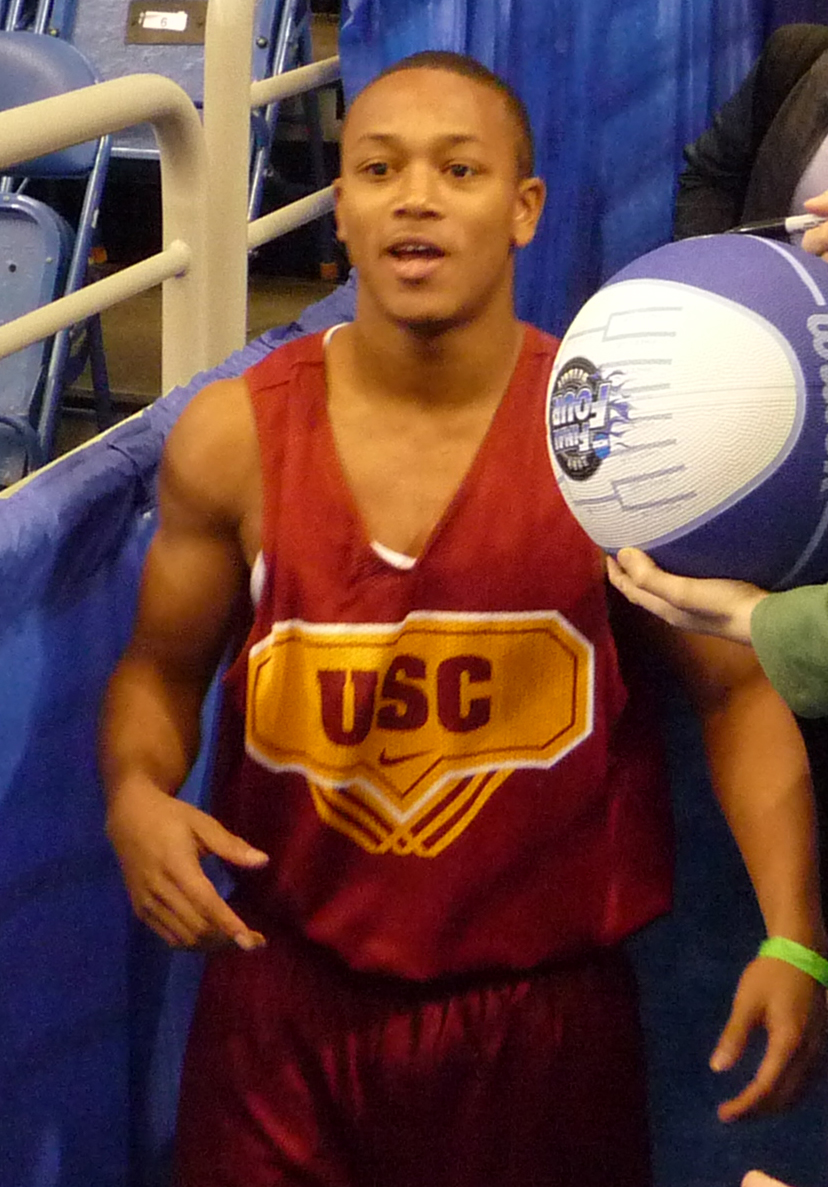
Percy Romeo Miller Jr.
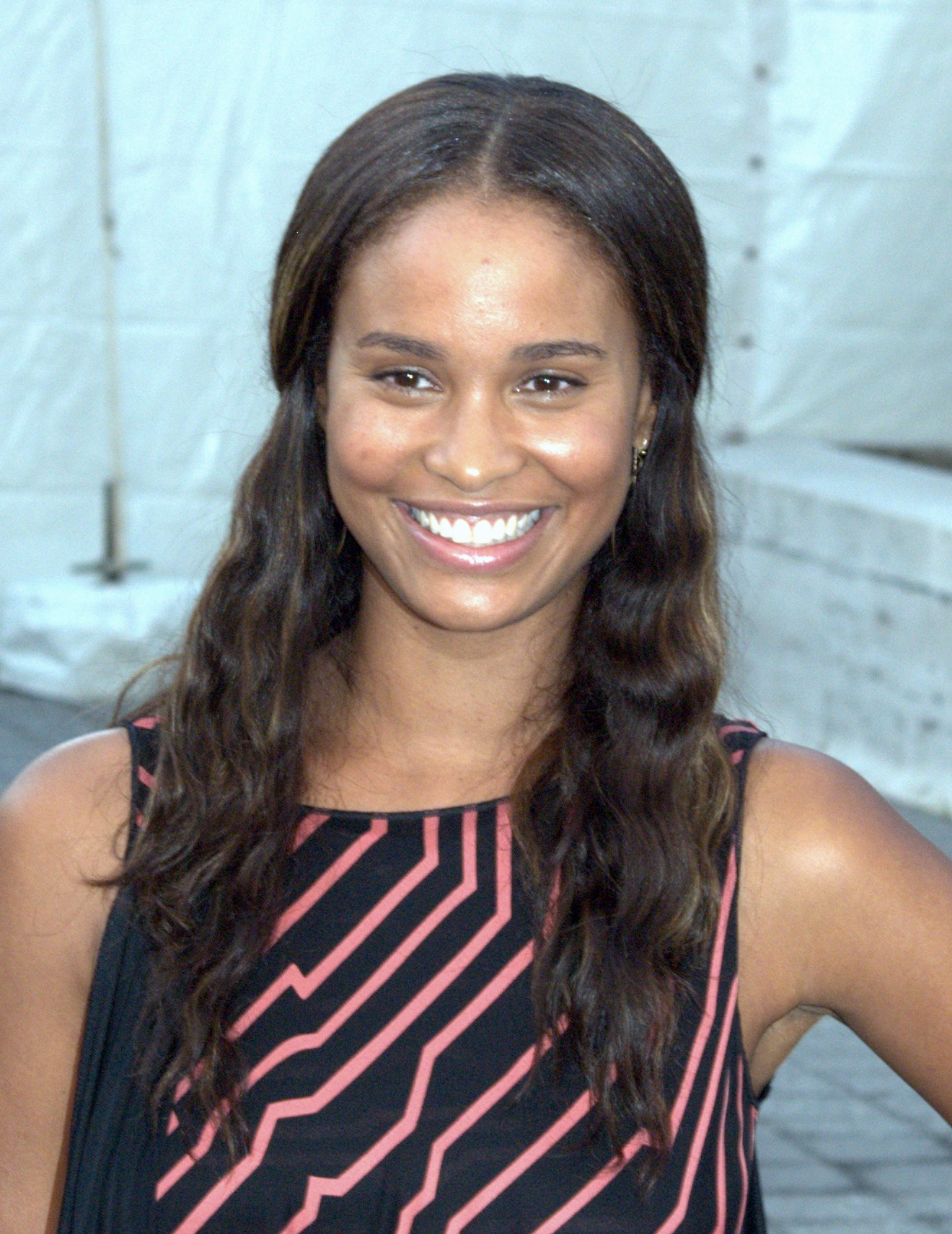
Joy Bryant

## Bande originale
| No  | Titre           | Musique                                    | Durée |
| --- | --------------- | ------------------------------------------ | ----- |
| 1.  | Hurt Sumthin    | Missy Elliott                              | 3:33  |
| 2.  | I'm Good        | Blaque                                     | 3:37  |
| 3.  | Gimme the Light | Sean Paul                                  | 3:46  |
| 4.  | React           | Redman et Erick Sermon                     | 3:41  |
| 5.  | Leave Her Alone | Nate Dogg, Freeway et Memphis Bleek        |       |
| 6.  | Ooh Wee         | Nate Dogg, Mark Ronson et Ghostface Killah | 3:30  |
| 7.  | It's a Party    | Tamia                                      | 3:24  |
| 8.  | Thugman         | Missy Elliott et Tweet                     | 3:46  |
| 9.  | Now Ride        | Fabolous                                   | 2:54  |
| 10. | J-A-D-A         | Jadakiss et Sheek Louch                    |       |
| 11. | Think of You    | Amerie                                     | 3:49  |
| 12. | Closer          | Goapele                                    | 3:52  |
| 13. | I Believe       | Yolanda Adams                              |       |